# بذلة قنابل

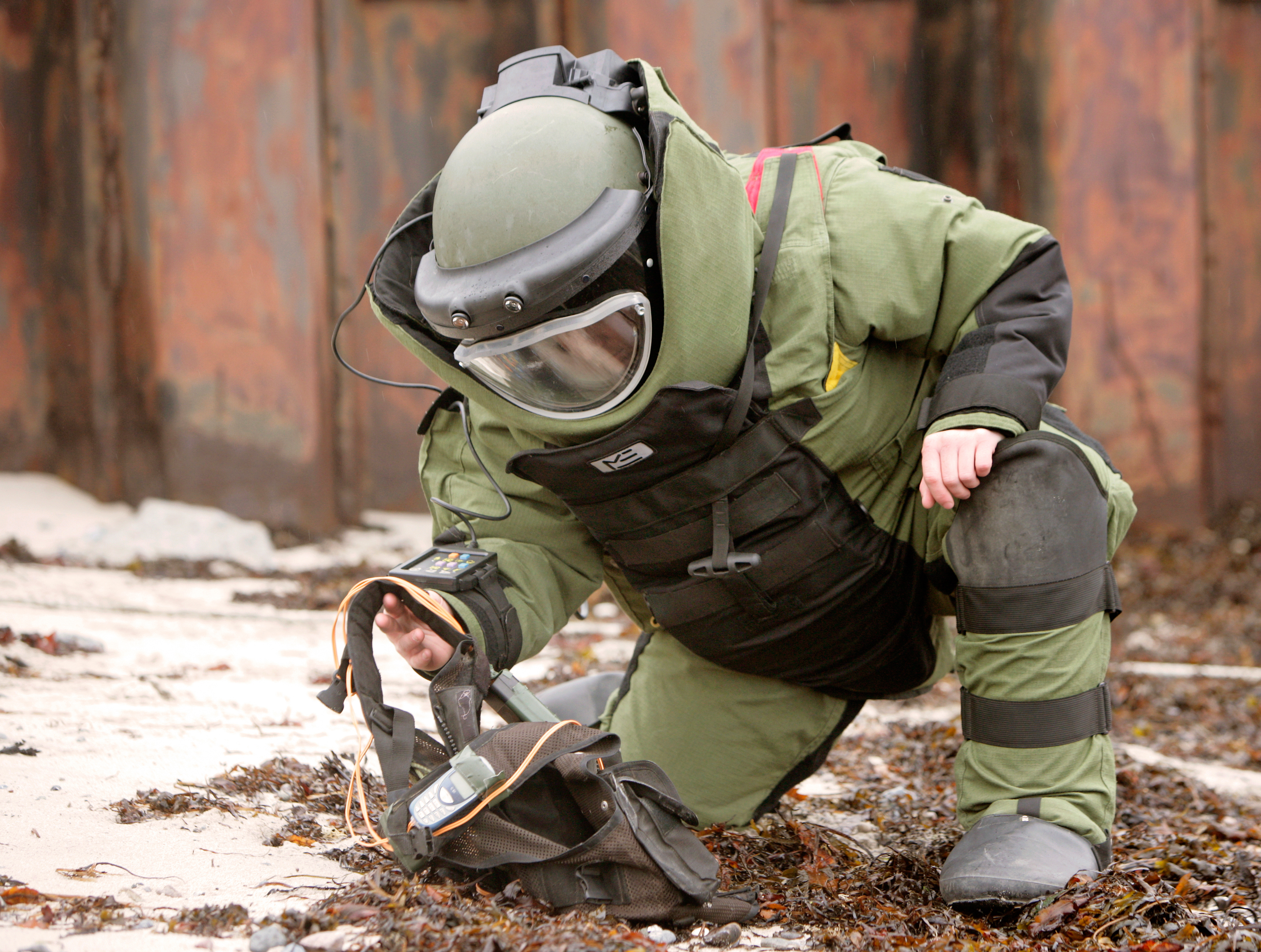
مُختَصّ تفكيك قنابل يرتدي البذلة.

بذلة القنابل أو بذلة تفكيك الذخائر المتفجرة أو بذلة الألغام هي درع ثقيل واقي للجسم مصمم لتحمل الضغط الناتج عن انفجار القنابل والشظايا الناتجة عنها. يرتدي هذه البذلة مُختصّ مُدرب على تفكيك القنابل. تختلف هذه البذلة عن دروع الجسم العادية، والتي تركز على حماية جذع ورأس الإنسان فقط أما بذلة القنابل تركز على حماية جميع أجزاء الجسم بما أن انفجار القنبلة يؤثر على كامل الجسم.
تأتي الحماية من هذه البذلة من عدة نواحي، فهي توقف الشظايا التي تنطلق من الجهاز المتفجر. وتقلل بشكل كبير من ضغط الانفجار الذي ينتقل إلى الشخص داخل البذلة. تستخدم معظم بذلات القنابل مثل بذلة القنابل المتطورة طبقات من كيفلار، الرغوة والبلاستيك لتقويتها.
لايوجد في هذه البذلات قفازات وذلك لأجل الدقة الكاملة في العمل. يمنح مرتدي البذلة كامل الحرية في حركة اليدين، لكن يجعل اليدين والساعد بلا حماية.
يرتدي مختصو تفكيك القنابل البذلات خلال الاستكشاف، كإجراءات للحماية من أخطار القنابل المحتملة والموجودة. مثل هذه البذلات توفر حماية كبيرة من الشظايا، ضغط الانفجار، التأثيرات الحرارية التي تنطلق من الأجهزة المتفجرة. بنفس الوقت تعوق هذه البذلات الحركة أو الوعي العام.

## قضايا السلامة

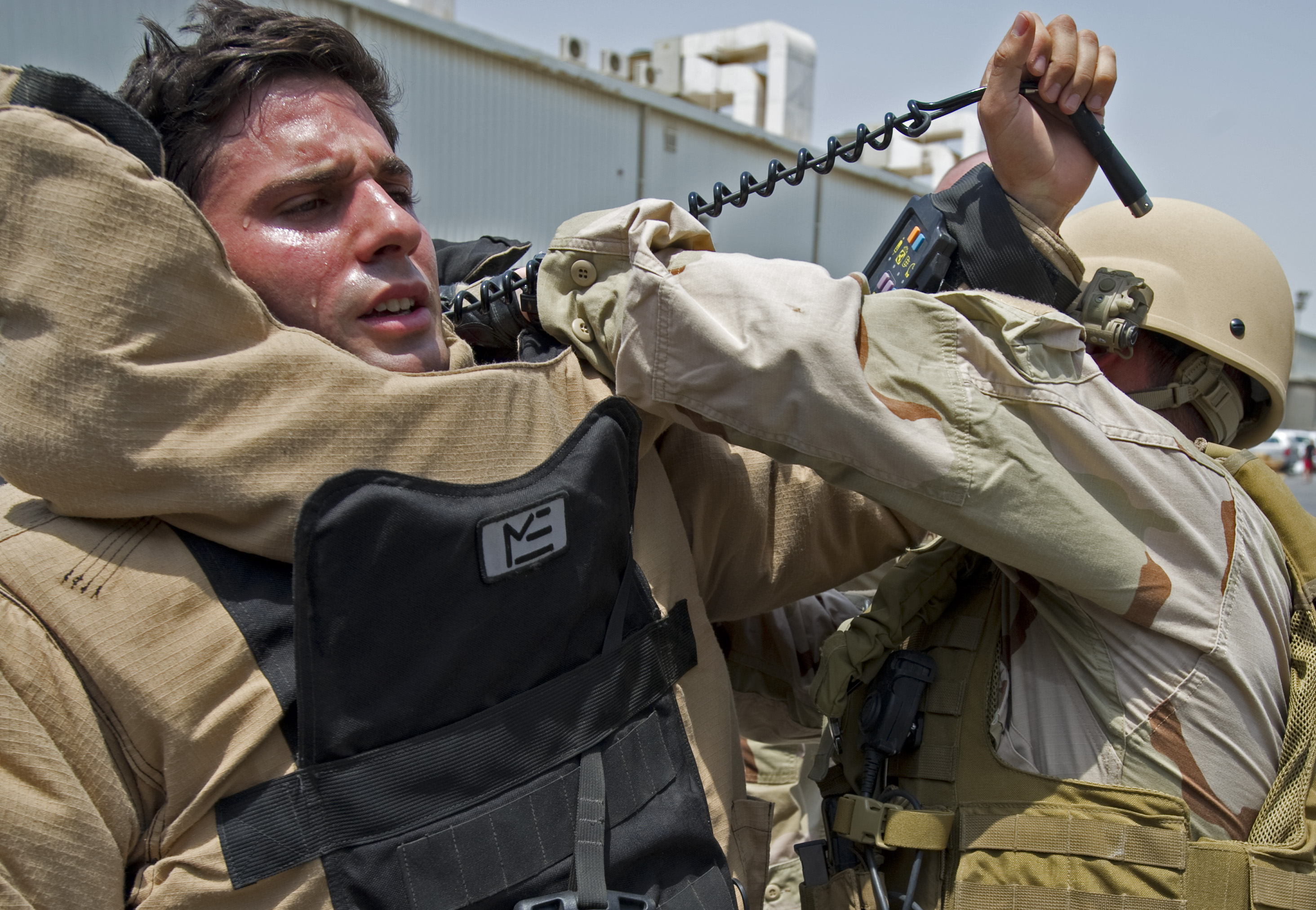
يمكن أن يكون فرط الحرارة مشكلة

لوقف موجة الانفجار بشكل فعال، يجب وضع طبقات سميكة من كيفلار والرغوة والبلاستيك لمنع حدوث أذى لجسم الإنسان. بما أن جميع أجزاء الجسم تحتاج إلى حماية فإن البدلة تصبح ثقيلة (81 باوند أو أكثر)، وساخنة لدرجة حدوث فرط حرارة، وتُصعب الحركة بها. لذلك غالبا مايكون شخص وحيد يرتدي البدلة ويقترب من القنبلة بعد اكتشافها. يقترن وزن البدلة بكمية الحماية التي تقدمها. تتوفر أنواع من بدلات القنابل بحسب الحماية المطلوبة بدون إضافة وزن زائد. تحتوي أصغر بدلة على سترة ومئزر وخوذة، تزن حوالي 11 باوند. تكون هذه البدلات الصغيرة لإزالة الألغام وليس لتفكيك القنابل.
المواد التي تصنع منها البدلات لا تطلق الحرارة المنبعثة من الجسم. هذا يسبب فرط حرارة ويؤدي إلى الارتباك والتعب مما يقلل من قدرة الشخص على إنجاز المهمة.